# 大阪市立北中道小学校
大阪市立北中道小学校（おおさかしりつ きたなかみちしょうがっこう）は、大阪府大阪市東成区にある公立小学校。

## 沿革
1922年に東成郡中本第四尋常小学校として、当時の東成郡中本村に開校した。1931年の室戸台風で木造校舎に被害を受け、児童8人が死亡・児童60人と教職員4人が重軽傷を負った。室戸台風を教訓にして、復旧の際には鉄筋コンクリート校舎が建設された。
- 1922年（大正11年）9月1日 - 東成郡中本第四尋常小学校として創立。
- 1925年（大正14年）4月1日 - 中本村が大阪市に編入されたことに伴い、大阪市中本第四尋常小学校と改称。
- 1934年（昭和9年）9月21日 - 室戸台風で木造校舎が倒壊。死傷者が出る[1]。
- 1941年（昭和16年）4月1日 - 国民学校令により、大阪市北中道国民学校と改称。
- 1944年（昭和19年）9月9日 - 奈良県南葛城郡忍海村（現在の葛城市）、御所町・大正村・秋津村・葛村（以上、現在の御所市）へ集団疎開。
- 1947年（昭和22年）4月1日 - 学制改革により、大阪市立北中道小学校と改称。

## 通学区域
- 大阪市東成区 中道1丁目-4丁目。

卒業生は大阪市立玉津中学校に進学する。

## 交通
- 大阪環状線、地下鉄長堀鶴見緑地線・中央線 森ノ宮駅 南東へ約500m。